# You needed me
You needed me is een lied dat werd geschreven door Randy Goodrum. In 1978 werd het een hit in de uitvoering van Anne Murray. Hierna werd het nummer nog vaak gecoverd en werd het een hitje voor Stanley Bovett in Nederland (1988) en een wereldwijde hit voor Boyzone (1999).

## Covers
Er verschenen tientallen covers van het lied. In het Nederlands verscheen de vertaling Ik hield van jou die in elk geval door Benny Neyman (1978) en Marco Bakker (B-kant van Sharazan, 1981) werd uitgebracht. Mogelijk gaat het om twee verschillende vertalingen. Een vertaling naar het Vlaams kwam met Ik hou van aa van De Strangers. Verder verscheen er ook nog een Duitse versie van Marianne Rosenberg met de titel Ich brauche dich (1981).
In 1979 verscheen een cover van de Engelse versie van het trio Pieter van Vollenhoven, Harry van Hoof en Anita Kerr op hun album Together. Een andere versie verscheen op het album Back to you (1980) van Piet Veerman and The New Cats
, toen zijn oude Cats voor de tweede maal uit elkaar waren gegaan. Deze versie bereikte in 2013 nog de Volendammer Top 1000. Plaatsgenoot Anny Schilder bracht het nummer onder op haar country-album High noon (1995) en de Vlaamse Dana Winner op haar elpee Unforgettable (2001).
Het nummer bleek geschikt om opgevoerd te worden door duetten. Voorbeelden hiervan zijn Kenny Rogers & Dottie West op Classics (1979), Millie Jackson & Isaac Hayes op Royal Rappin's (1979), Neyman & Willé op American duets (2001) en verder bracht Murray nog een versie uit met Shania Twain op hun album Duets - Friends & legends (2007). Enkele van de vele andere covers kwamen van Cilla Black (Especially for you, 1980), The King's Singers (Believe in music, 1981), Daniel O'Donnell (Songs of inspiration, 1996) en John Davidson (Love songs, 1999).

## Singles
Hieronder volgt een selectie van de singles die van het nummer zijn uitgebracht.

### Anne Murray
In 1978 verscheen het nummer op een single van Anne Murray. Het werd een hit in meerdere landen en kwam in de VS op nummer 1 van de Billboard Hot 100 te staan. Daarnaast verscheen het op haar elpee Let's keep it that way. Deze single leverde haar een Grammy Award over 1978 op als beste zangeres.

#### Hitnoteringen
Nederlandse Top 40
| Hitnotering: week 09-12-1978 t/m 20-01-1979 | Hitnotering: week 09-12-1978 t/m 20-01-1979 | Hitnotering: week 09-12-1978 t/m 20-01-1979 | Hitnotering: week 09-12-1978 t/m 20-01-1979 | Hitnotering: week 09-12-1978 t/m 20-01-1979 | Hitnotering: week 09-12-1978 t/m 20-01-1979 | Hitnotering: week 09-12-1978 t/m 20-01-1979 | Hitnotering: week 09-12-1978 t/m 20-01-1979 |
| Week:                                       | 1                                           | 2                                           | 3                                           | 4                                           | 5                                           | 6                                           |                                             |
| ------------------------------------------- | ------------------------------------------- | ------------------------------------------- | ------------------------------------------- | ------------------------------------------- | ------------------------------------------- | ------------------------------------------- | ------------------------------------------- |
| Positie:                                    | 33                                          | 28                                          | 24                                          | 26                                          | 34                                          | 40                                          | uit                                         |

Nederlandse Nationale Hitparade
| Hitnotering: 02-12-1978 t/m 27-01-1979 | Hitnotering: 02-12-1978 t/m 27-01-1979 | Hitnotering: 02-12-1978 t/m 27-01-1979 | Hitnotering: 02-12-1978 t/m 27-01-1979 | Hitnotering: 02-12-1978 t/m 27-01-1979 | Hitnotering: 02-12-1978 t/m 27-01-1979 | Hitnotering: 02-12-1978 t/m 27-01-1979 | Hitnotering: 02-12-1978 t/m 27-01-1979 | Hitnotering: 02-12-1978 t/m 27-01-1979 | Hitnotering: 02-12-1978 t/m 27-01-1979 | Hitnotering: 02-12-1978 t/m 27-01-1979 |
| Week:                                  | 1                                      | 2                                      | 3                                      | 4                                      | 5                                      | 6                                      | 7                                      | 8                                      | 9                                      |                                        |
| -------------------------------------- | -------------------------------------- | -------------------------------------- | -------------------------------------- | -------------------------------------- | -------------------------------------- | -------------------------------------- | -------------------------------------- | -------------------------------------- | -------------------------------------- | -------------------------------------- |
| Positie:                               | 29                                     | 31                                     | 38                                     | 22                                     | 33                                     | 28                                     | 34                                     | 43                                     | 42                                     | uit                                    |

Andere landen
| Land                | pieknotering | aantal weken |
| ------------------- | ------------ | ------------ |
| Verenigde Staten    | 1            | 26           |
| Canada              | 1            | ± 37         |
| Nieuw-Zeeland       | 6            | 17           |
| Ierland             | 7            | 9            |
| Verenigd Koninkrijk | 22           | 14           |

NPO Radio 2 Top 2000
| Nummer met noteringen in de NPO Radio 2 Top 2000 | '99 | '00 | '01  | '02  | '03  | '04 | '05 | '06 | '07 | '08 | '09 | '10  |
| ------------------------------------------------ | --- | --- | ---- | ---- | ---- | --- | --- | --- | --- | --- | --- | ---- |
| You needed me (Anne Murray)                      | 633 | -   | 1035 | 1039 | 1117 | 942 | 909 | 878 | 588 | 795 | -   | 1579 |

1. ↑  Een '-' betekent dat het nummer niet was genoteerd en een vetgedrukt getal geeft de hoogste notering aan.
2. ↑  Deze tabel is bijgewerkt tot en met de laatste editie (2024).

### Evergreen Top 1000
| Evergreen Top 1000 "You Needed Me" | Evergreen Top 1000 "You Needed Me" | Evergreen Top 1000 "You Needed Me" | Evergreen Top 1000 "You Needed Me" | Evergreen Top 1000 "You Needed Me" | Evergreen Top 1000 "You Needed Me" | Evergreen Top 1000 "You Needed Me" | Evergreen Top 1000 "You Needed Me" | Evergreen Top 1000 "You Needed Me" | Evergreen Top 1000 "You Needed Me" | Evergreen Top 1000 "You Needed Me" |
| Jaar                               | 2008                               | 2009                               | 2010                               | 2011                               | 2012                               | 2013                               | 2014                               | 2015                               | 2016                               | 2017                               |
| ---------------------------------- | ---------------------------------- | ---------------------------------- | ---------------------------------- | ---------------------------------- | ---------------------------------- | ---------------------------------- | ---------------------------------- | ---------------------------------- | ---------------------------------- | ---------------------------------- |
| Positie                            | 305                                | 107                                | 258                                | 254                                | 281                                | 362                                | 356                                | 225                                | 283                                | 467                                |

### Stanley Bovett
In 1988 kwam de Haagse zanger Stanley Bovett met een cover van het lied dat in Nederland een kleine hit werd.

#### Hitnotering
Nederlandse Nationale Hitparade
| Hitnotering: 15-10-1988 t/m 05-11-1988 | Hitnotering: 15-10-1988 t/m 05-11-1988 | Hitnotering: 15-10-1988 t/m 05-11-1988 | Hitnotering: 15-10-1988 t/m 05-11-1988 | Hitnotering: 15-10-1988 t/m 05-11-1988 | Hitnotering: 15-10-1988 t/m 05-11-1988 |
| Week:                                  | 1                                      | 2                                      | 3                                      | 4                                      |                                        |
| -------------------------------------- | -------------------------------------- | -------------------------------------- | -------------------------------------- | -------------------------------------- | -------------------------------------- |
| Positie:                               | 88                                     | 78                                     | 73                                     | 89                                     | uit                                    |

### Boyzone
In 1999 verscheen een europop-versie van de Ierse boyband Boyzone. De single werd een wereldwijde hit met een nummer 1-notering in het Verenigd Koninkrijk en Nieuw-Zeeland.

#### Hitnoteringen
Nederlandse Top 40
| Hitnotering: week 22-05-1999 t/m 03-07-1999 | Hitnotering: week 22-05-1999 t/m 03-07-1999 | Hitnotering: week 22-05-1999 t/m 03-07-1999 | Hitnotering: week 22-05-1999 t/m 03-07-1999 | Hitnotering: week 22-05-1999 t/m 03-07-1999 | Hitnotering: week 22-05-1999 t/m 03-07-1999 | Hitnotering: week 22-05-1999 t/m 03-07-1999 | Hitnotering: week 22-05-1999 t/m 03-07-1999 | Hitnotering: week 22-05-1999 t/m 03-07-1999 |
| Week:                                       | 1                                           | 2                                           | 3                                           | 4                                           | 5                                           | 6                                           | 7                                           |                                             |
| ------------------------------------------- | ------------------------------------------- | ------------------------------------------- | ------------------------------------------- | ------------------------------------------- | ------------------------------------------- | ------------------------------------------- | ------------------------------------------- | ------------------------------------------- |
| Positie:                                    | 21                                          | 14                                          | 13                                          | 17                                          | 33                                          | 37                                          | 38                                          | uit                                         |

Nederlandse Mega Top 100
| Hitnotering: 18-05-1999 t/m 14-08-1999 | Hitnotering: 18-05-1999 t/m 14-08-1999 | Hitnotering: 18-05-1999 t/m 14-08-1999 | Hitnotering: 18-05-1999 t/m 14-08-1999 | Hitnotering: 18-05-1999 t/m 14-08-1999 | Hitnotering: 18-05-1999 t/m 14-08-1999 | Hitnotering: 18-05-1999 t/m 14-08-1999 | Hitnotering: 18-05-1999 t/m 14-08-1999 | Hitnotering: 18-05-1999 t/m 14-08-1999 | Hitnotering: 18-05-1999 t/m 14-08-1999 | Hitnotering: 18-05-1999 t/m 14-08-1999 | Hitnotering: 18-05-1999 t/m 14-08-1999 | Hitnotering: 18-05-1999 t/m 14-08-1999 | Hitnotering: 18-05-1999 t/m 14-08-1999 | Hitnotering: 18-05-1999 t/m 14-08-1999 | Hitnotering: 18-05-1999 t/m 14-08-1999 |
| Week:                                  | 1                                      | 2                                      | 3                                      | 4                                      | 5                                      | 6                                      | 7                                      | 8                                      | 9                                      | 10                                     | 11                                     | 12                                     | 13                                     | 14                                     |                                        |
| -------------------------------------- | -------------------------------------- | -------------------------------------- | -------------------------------------- | -------------------------------------- | -------------------------------------- | -------------------------------------- | -------------------------------------- | -------------------------------------- | -------------------------------------- | -------------------------------------- | -------------------------------------- | -------------------------------------- | -------------------------------------- | -------------------------------------- | -------------------------------------- |
| Positie:                               | 38                                     | 20                                     | 16                                     | 17                                     | 26                                     | 32                                     | 34                                     | 40                                     | 50                                     | 58                                     | 65                                     | 66                                     | 73                                     | 78                                     | uit                                    |

Vlaamse BRT Top 30
| Hitnotering: 22-5-1999 t/m 5-6-1999 | Hitnotering: 22-5-1999 t/m 5-6-1999 | Hitnotering: 22-5-1999 t/m 5-6-1999 | Hitnotering: 22-5-1999 t/m 5-6-1999 | Hitnotering: 22-5-1999 t/m 5-6-1999 |
| Week:                               | 1                                   | 2                                   | 3                                   |                                     |
| ----------------------------------- | ----------------------------------- | ----------------------------------- | ----------------------------------- | ----------------------------------- |
| Positie:                            | 25                                  | 22                                  | 22                                  | uit                                 |

Vlaamse Ultratop 50
| Hitnotering: 15-5-1999 t/m 10-07-1999 | Hitnotering: 15-5-1999 t/m 10-07-1999 | Hitnotering: 15-5-1999 t/m 10-07-1999 | Hitnotering: 15-5-1999 t/m 10-07-1999 | Hitnotering: 15-5-1999 t/m 10-07-1999 | Hitnotering: 15-5-1999 t/m 10-07-1999 | Hitnotering: 15-5-1999 t/m 10-07-1999 | Hitnotering: 15-5-1999 t/m 10-07-1999 | Hitnotering: 15-5-1999 t/m 10-07-1999 | Hitnotering: 15-5-1999 t/m 10-07-1999 | Hitnotering: 15-5-1999 t/m 10-07-1999 |
| Week:                                 | 1                                     | 2                                     | 3                                     | 4                                     | 5                                     | 6                                     | 7                                     | 8                                     | 9                                     |                                       |
| ------------------------------------- | ------------------------------------- | ------------------------------------- | ------------------------------------- | ------------------------------------- | ------------------------------------- | ------------------------------------- | ------------------------------------- | ------------------------------------- | ------------------------------------- | ------------------------------------- |
| Positie:                              | 35                                    | 25                                    | 22                                    | 22                                    | 31                                    | 33                                    | 39                                    | 39                                    | 49                                    |                                       |

Andere landen
| Land                | pieknotering | aantal weken |
| ------------------- | ------------ | ------------ |
| Verenigd Koninkrijk | 1            | 15           |
| Nieuw-Zeeland       | 1            | 13           |
| Ierland             | 7            | 9            |
| Noorwegen           | 15           | 2            |
| Zweden              | 21           | 6            |
| Zwitserland         | 29           | 4            |
| Duitsland           | 36           | 9            |
| Oostenrijk          | 38           | 2            |